# Saint-Avold
Saint-Avold és un municipi francès, situat al departament del Mosel·la i a la regió del Gran Est. L'any 2007 tenia 16.611 habitants.

## Demografia

### Població
El 2007 la població de fet de Saint-Avold era de 16.611 persones. Hi havia 7.205 famílies, de les quals 2.720 eren unipersonals (997 homes vivint sols i 1.723 dones vivint soles), 1.760 parelles sense fills, 1.908 parelles amb fills i 817 famílies monoparentals amb fills.
La població ha evolucionat segons el següent gràfic:
Habitants censats

### Habitatges
El 2007 hi havia 8.240 habitatges, 7.350 eren l'habitatge principal de la família, 79 eren segones residències i 810 estaven desocupats. 2.990 eren cases i 5.081 eren apartaments. Dels 7.350 habitatges principals, 3.061 estaven ocupats pels seus propietaris, 3.669 estaven llogats i ocupats pels llogaters i 621 estaven cedits a títol gratuït; 389 tenien una cambra, 540 en tenien dues, 1.801 en tenien tres, 2.101 en tenien quatre i 2.519 en tenien cinc o més. 5.036 habitatges disposaven pel capbaix d'una plaça de pàrquing. A 3.887 habitatges hi havia un automòbil i a 2.173 n'hi havia dos o més.

### Piràmide de població
La piràmide de població per edats i sexe el 2009 era:
| Homes | Edats   | Dones |
| ----- | ------- | ----- |
| 0     | 95 o +  | 0     |
| 12    | 90 a 94 | 44    |
| 44    | 85 a 89 | 136   |
| 60    | 80 a 84 | 180   |
| 208   | 75 a 79 | 348   |
| 248   | 70 a 74 | 364   |
| 316   | 65 a 69 | 372   |
| 416   | 60 a 64 | 396   |
| 340   | 55 a 59 | 432   |
| 572   | 50 a 54 | 452   |
| 648   | 45 a 49 | 592   |
| 696   | 40 a 44 | 696   |
| 652   | 35 a 39 | 860   |
| 572   | 30 a 34 | 644   |
| 660   | 25 a 29 | 548   |
| 464   | 20 a 24 | 464   |
| 572   | 15 a 19 | 600   |
| 637   | 10 a 14 | 640   |
| 548   | 5 a 9   | 600   |
| 420   | 0 a 4   | 472   |

## Economia
El 2007 la població en edat de treballar era de 10.928 persones, 7.150 eren actives i 3.778 eren inactives. De les 7.150 persones actives 6.015 estaven ocupades (3.121 homes i 2.894 dones) i 1.135 estaven aturades (501 homes i 634 dones). De les 3.778 persones inactives 1.070 estaven jubilades, 1.246 estaven estudiant i 1.462 estaven classificades com a «altres inactius».

### Ingressos
El 2009 a Saint-Avold hi havia 7.326 unitats fiscals que integraven 16.410,5 persones, la mediana anual d'ingressos fiscals per persona era de 16.524 €.

### Activitats econòmiques
Dels 979 establiments que hi havia el 2007, 16 eren d'empreses extractives, 13 d'empreses alimentàries, 1 d'una empresa de coc i refinatge, 40 d'empreses de fabricació d'altres productes industrials, 80 d'empreses de construcció, 246 d'empreses de comerç i reparació d'automòbils, 38 d'empreses de transport, 69 d'empreses d'hostatgeria i restauració, 13 d'empreses d'informació i comunicació, 53 d'empreses financeres, 70 d'empreses immobiliàries, 125 d'empreses de serveis, 147 d'entitats de l'administració pública i 68 d'empreses classificades com a «altres activitats de serveis».
Dels 230 establiments de servei als particulars que hi havia el 2009, 1 era una comissaria de policia, 1 oficina d'administració d'Hisenda pública, 1 oficina del servei públic d'ocupació, 1 gendarmeria, 2 oficines de correu, 10 oficines bancàries, 5 funeràries, 18 tallers de reparació d'automòbils i de material agrícola, 1 taller d'inspecció tècnica de vehicles, 3 establiments de lloguer de cotxes, 5 autoescoles, 8 paletes, 13 guixaires pintors, 4 fusteries, 9 lampisteries, 13 electricistes, 4 empreses de construcció, 22 perruqueries, 2 veterinaris, 25 agències de treball temporal, 50 restaurants, 21 agències immobiliàries, 3 tintoreries i 8 salons de bellesa.
Dels 115 establiments comercials que hi havia el 2009, 5 eren supermercats, 2 grans superfícies de material de bricolatge, 1 una gran superfície de material de bricolatge, 5 botiges de menys de 120 m², 16 fleques, 3 carnisseries, 4 llibreries, 40 botigues de roba, 7 botigues d'equipament de la llar, 5 sabateries, 3 botigues d'electrodomèstics, 6 botigues de mobles, 5 botigues de material esportiu, 2 botigues de material de revestiment de parets i terra, 6 perfumeries, 3 joieries i 2 floristeries.
L'any 2000 a Saint-Avold hi havia 12 explotacions agrícoles.

## Equipaments sanitaris i escolars
El 2009 hi havia 3 hospitals de tractaments de curta durada, 1 hospital de tractaments de mitja durada (seguiment i rehabilitació, 2 hospitals de tractaments de llarga durada, 3 psiquiàtrics, 2 centres d'urgències, 2 maternitats, 4 centres de salut, 6 farmàcies i 5 ambulàncies.
El 2009 hi havia 8 escoles maternals i 8 escoles elementals. A Saint-Avold hi havia 3 col·legis d'educació secundària, 3 liceus d'ensenyament general i 2 liceus tecnològics. Als col·legis d'educació secundària hi havia 1.453 alumnes, als liceus d'ensenyament general n'hi havia 2.861 i als liceus tecnològics 527.
Saint-Avold disposava d'un centre de formació no universitària superior de formació sanitària. Disposava de 2 centres universitaris, dels quals 1 era un institut universitari i 1 un centre d'altres ensenyaments superiors.

## Poblacions més properes
El següent diagrama mostra les poblacions més properes.